# Nyctemera albiciliata
Nyctemera albiciliata är en fjärilsart som beskrevs av Embrik Strand 1909. Nyctemera albiciliata ingår i släktet Nyctemera och familjen björnspinnare. Inga underarter finns listade i Catalogue of Life.